# Euphaedra justitia
Espèce
Euphaedra justitia (parfois orthographié E. justicia) est une espèce de lépidoptères (papillons) de la famille des Nymphalidae, de la sous-famille des Limenitidinae, du genre Euphaedra, du sous-genre Euphaedrana.

## Systématique
L'espèce Euphaedra justitia a été décrite par le naturaliste allemand Otto Staudinger en 1886.

### Synonymie
- Euphaedra themis var. justitia Staudinger, 1886; in Staudinger & Schatz, Exot. Schmett. 1 (13): 149[1]
- Euphaedra themis var. auretta Gaede, 1916; Int. ent. Zs. 9 (21): 110; TL: Dengdeng, Neu-Kamerun.

## Distribution
Cette espèce exclusivement africaine se rencontre au Nigeria, au Cameroun, au Gabon et au Congo (ex Zaïre).